# 코어장전
코어장전(본명: 조용인, 1994년 6월 22일 ~ )은  대한민국의 리그 오브 레전드 프로게이머로 포지션은 서포터이다. 아이디는 CoreJJ를 사용하고 있으며  현재 리그 오브 레전드 챔피언십 시리즈의 팀 리퀴드에서 활동하고 있다. 한국인 최초로 LCS 선수 협회의 부회장직도 겸하고 있다.

## 선수 생활
2013년에는 아마추어 팀인 베거스에서 활동했다.
2014시즌에는 큐빅에 입단했다. 2014년 12월, 큐빅이 해체함에 따라 북미 리그의 팀 디그니타스에 입단했다. 2015년 스프링과 서머 시즌 팀의 주전 원딜로 활동했다.
2016 시즌 스토브 리그 기간 동안 삼성 갤럭시에 입단했다. 삼성 갤럭시에서는 주전 경쟁을 하게 되었으며 스티치와 함께 번갈아가며 출전을 했다. 2016 서머 시즌을 앞두고 원딜에서 서포터로 포지션을 변경했다. 2016 서머 시즌에는 레이스의 서브 선수로 활동했다. 이후 2016시즌 롤드컵 선발전에서 레이스와 교체 출전하면서 팀의 롤드컵 진출을 이끌었다. 2016 롤드컵에서는 주전 서포터로 활동하면서 팀의 롤드컵 준우승에 기여했다. 
2017 스프링 시즌에서는 상대적으로 스티치와의 주전 경쟁에서 승리했다. 2017시즌 스프링과 서머 시즌 모두 팀의 포스트 시즌 진출에 기여했다. 팀은 롤드컵 선발전을 통해 다시 한 번 롤드컵에 진출했다. 롤드컵 기간 동안 코어장전은 전 경기에 출장하였으며 팀의 롤드컵 우승에 일조했다. 2017 시즌 종료 이후 원 소속팀인 삼성 갤럭시가 KSV에 매각되는 과정에서 팀에 잔류했다. 2018시즌 동안 코어장전은 젠지의 주전 서포터로 활동했다. 2018년 아시안 게임 리그 오브 레전드 종목에 참가하는 대한민국 리그 오브 레전드 국가대표팀에 선발되었다. 아시안 게임에서는 은메달을 차지했다. 2018 롤드컵 선발전을 통해 2018년에도 롤드컵 본선에 진출했다. 리그 오브 레전드 월드 챔피언십 2018에서는 좁은 챔프폭의 문제를 드러내며 팀의 부진 및 탈락에 일조했다.
2019 시즌 스토브 리그 기간 동안 북미의 리그 오브 레전드 챔피언십 시리즈의 팀 리퀴드에 입단했다. 2019 스프링 시즌 동안 팀의 주전 서포터로 활동했으며 팀의 스프링 시즌 우승에 공헌했다. 시즌 종료 이후 스프링 시즌 정규리그 MVP를 수상했다. 스프링 우승으로 2019 MSI에 출전했다. MSI에서 조별리그 4승 6패를 기록하며 팀의 4강 진출에 기여했다. 4강전에서는 조별리그를 1위로 통과한 LPL의 인빅터스 게이밍과의 경기에서는 브라움, 갈리오 등을 기용하며 엄청난 활약을 통해 4강전 MVP에 선정되며 팀의 결승 진출에 공헌했다. 2019 서머 시즌에도 좋은 활약을 보여주며 서머 서즌 우승에 공헌했다. 
2020 스프링 시즌에는 팀과 함께 부진하였다. 2020 서머 시즌에는 팀이 부활하면서 함께 부활에 성공했다. 또한 팀을 다시 한 번 롤드컵에 진출시켰다. 이러한 공로로 서머 시즌 MVP를 수상했으며 올프로 퍼스트팀에 선정되었다.
2021 시즌 전반기 기간 동안 팀의 3위에 공헌했다. 또한 다시 한 번 올프로 퍼스트 팀에 선정되었다. 2021년 5월 27일에는 북미 LSC 선수 협회의 부회장으로 선출되었다. 서머 시즌에서도 팀의 중심을 잡아주는 활약을 보여주었으며 팀의 포스트시즌 진출에 기여했다. 서머 시즌 종료 이후 올프로 퍼스트팀에 선정되었다. 리그 오브 레전드 월드 챔피언십 2021에서는 로스터에 포함되면서 참가했다. 코어장전은 대회기간 동안 팀의 주전 서포터로 활약했다.

## 소속팀
| # | 팀명          | 소속 기간               | 소속 리그 | 비고 |
| - | ------------- | ----------------------- | --------- | ---- |
| 1 | 베가스        | 2013.03 ~ 2013.06       | 아마추어  |      |
| 2 | 큐빅          | 2014.09 ~ 2014.12       | CK        |      |
| 3 | 팀 디그니타스 | 2014.12 ~ 2015.12.01    | LCS       |      |
| 4 | 삼성 갤럭시   | 2015.12.01 ~ 2018.11.17 | LCK       |      |
| 5 | 팀 리퀴드     | 2018.11.20 ~            | LCS       |      |

## 수상 내역
- 리그 오브 레전드 월드 챔피언십 2016 준우승
- IEM 시즌 11 경기 우승
- 리프트 라이벌즈 2017 준우승
- 리그 오브 레전드 월드 챔피언십 2017 우승
- 2018년 아시안 게임 은메달
- 리그 오브 레전드 챔피언십 시리즈 스프링 2019 우승
- 리그 오브 레전드 챔피언십 시리즈 스프링 2019 최우수선수
- 리그 오브 레전드 미드 시즌 인비테이셔널 2019 준우승
- 리그 오브 레전드 챔피언십 시리즈 서머 2019 우승
- 리그 오브 레전드 챔피언십 시리즈 Lock in 2021 우승
- 리그 오브 레전드 챔피언십 시리즈 미드 시즌 쇼다운 2021 준우승
- 리그 오브 레전드 챔피언십 시리즈 챔피언십 2021 준우승
- 리그 오브 레전드 챔피언십 시리즈 Lock in 2022 우승